# 托米爾峰
39°50′42″N 2°55′39″E / 39.84500°N 2.92750°E

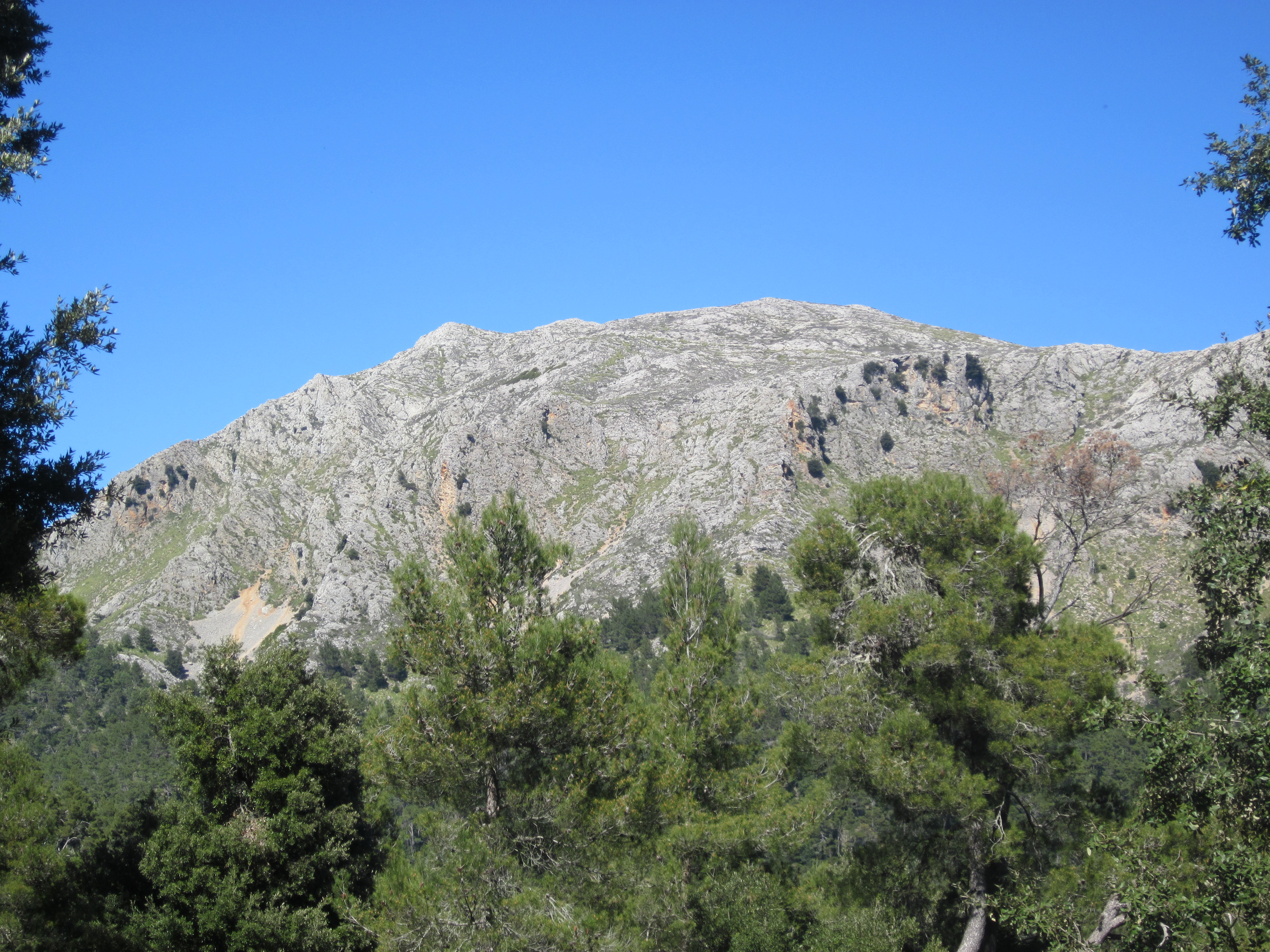

托米爾峰（西班牙語：Puig Tomir），是西班牙的山峰，位於巴利阿里群島的馬略卡島，處於埃斯科爾卡，屬於特拉蒙塔納山脈的一部分，該山峰海拔高度1,103米。